# Incoronazione della Vergine di Narni
L'Incoronazione della Vergine di Narni è un dipinto a tempera su tavola (330x230 cm) di Domenico Ghirlandaio, databile al 1486 circa e conservato nel Museo Eroli a Narni. Sicuro è l'intervento di aiuti di bottega nella stesura pittorica anche se è difficile attribuire le singole parti a questa o quella personalità.

## Storia
La pala venne dipinta a Firenze nella bottega di Ghirlandaio e successivamente spedita in Umbria. Commissionata da Berardo Eroli, cardinale e umanista che aveva familiarità con l'ambiente fiorentino, per la chiesa del convento francescano di san Girolamo, nei pressi di Narni. Collocata sull'altare maggiore, la tavola era illuminata solo dalla luce filtrante dal rosone della facciata , e in determinati momenti dell'anno i raggi del sole colpivano direttamente il disco d'oro posto tra la Vergine e il Cristo, creando un particolare effetto a raggiera. L'opera divenne meta di pellegrinaggio, fino al trasferimento nella sede del comune nel 1871.

## Descrizione e stile
La scena dell'Incoronazione della Vergine è trattata in maniera piuttosto arcaizzante, con un fondo oro che richiama esempi del primo Quattrocento (come l'Incoronazione dell'Angelico agli Uffizi, che ha una simile decorazione a raggi dorati), probabilmente su esplicite richieste del committente. Inoltre è tra le più affollate composizioni dell'artista, nonché la più grande prova su tavola a noi conosciuta che lo riguardi.
La tavola ha una forma centinata (rettangolo sormontato da semicerchio) con una cornice dorata originale, su cui sono dipinti cherubini e serafini (arco), palmette (pulvini), santi e motivi floreali (pilastrini) e tre scene figurate nella predella: Stimmate di san Francesco, Cristo in pietà e San Girolamo nel deserto.
Il pannello principale mostra la scena dell'Incoronazione della Vergine, divisa in due fasce: nella scena superiore, Gesù posa la corona sul capo di  Maria, che si piega umilmente incrociando le braccia sul petto in segno di umiltà. Dal centro della scena, sotto le braccia di Cristo, un disco dorato a rilievo emette i raggi luminosi che, tramite la particolare lavorazione dell'oro, sono emanati a raggiera. In alto due angeli reggono un baldacchino, in gran parte pure ricavato tramite l'incisione nell'oro, su cui si trova un'iscrizione: "VENI ELECTA MEA, ET PONA[M IN TE THRONUM MEUM]", parole tratte dal Cantico dei Cantici e brano di un'antica antifona dedicata alla Vergine. Le figure centrali sono circondate da angeli cantori e musicanti, con diversi strumenti: trombe, cimbali, tamburi, una lira da braccio e un liuto . 
Al di sotto delle due figure divine, è raffigurato san Francesco, con le mani segnate dalle stimmate, circondato da ventidue santi disposti in cerchio e inginocchiati con lo sguardo rivolto verso l'evento miracoloso nella parte superiore. Sulla destra è san Girolamo, a cui era dedicata la chiesa, l'unico con lo sguardo rivolto allo spettatore. Sulla sinistra è san Bonaventura da Bagnoregio, con il manto giallo, affiancato da san Ludovico d'Angiò, con il manto ornato dai gigli di Francia; seguono due apostoli, san Pietro e sant'Andrea. Sulla destra, sant'Antonio da Padova e i primi martiri, san Lorenzo e santo Stefano. In secondo piano, si riconoscono sant'Agostino e sua madre santa Monica, san Giovanni Battista, la Maddalena, e san Paolo. A sinistra: san Bernardino da Siena, san Berardo (il cui volto potrebbe essere un ritratto del committente), santa Elisabetta d'Ungheria, san Tommaso e san Giovanni Evangelista. I quattro santi posti alle estremità, con i segni del martirio, rappresentano i Protomartiri francescani. 
La predella è suddivisa in tre parti: a sinistra, è raffigurata la scena delle stimmate di san Francesco; a destra, san Girolamo nel deserto. La tavola centrale mostra Cristo nel sepolcro, affiancato dalla Vergine e san Giovanni Evangelista. 
Il gusto coloristico è tipico del pittore, con gamme morbide che diventano acute nei toni del blu, rosso e giallo, composti in base a ritmi e corrispondenze.